# Saint-Maur (Oise)
Saint-Maur é uma comuna francesa na região administrativa de Altos da França, no departamento de Oise. Estende-se por uma área de 7,76 km². Em 2010 a comuna tinha 385 habitantes (densidade: 49,6 hab./km²).